# Лімацела крапчаста
Лімаце́ла кра́пчаста (Limacella guttata) — гриб роду лімацела (Limacella) родини мухоморових (Amanitaceae). У літературі часто описується як їстівний, але деякі західні дослідники (Т. Лессо) вживати не рекомендують.

## Опис

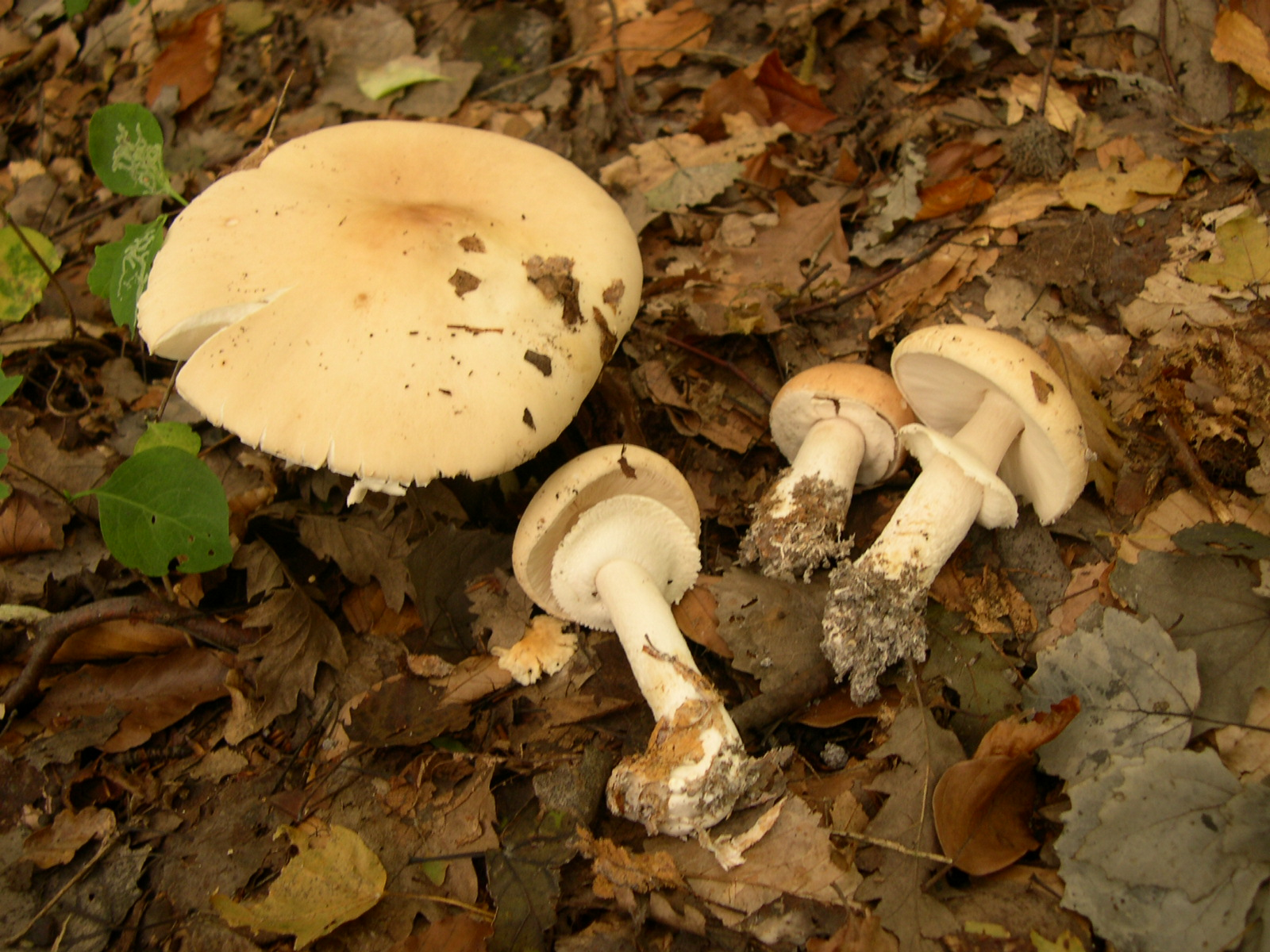

Шапка діаметром 4—12 (15) см, товстом'ясистая, куляста, пізніше від дзвоновидної до плоско-опуклої форми, з горбком, край часто нерівний. Шкірка буро-жовта, або кремово-охриста з червоним відтінком, в центрі темніша, слизова, гола.
М'якуш товстий, білий, в основі ніжки червонуватий, з борошняним запахом та приємним смаком.
Гіменофор пластинчастий, пластинки вільні, часті, іноді розгалужені, білі або кремові. Є пластиночки.
Ніжка центральна, циліндрична, розмірами 6—15 × 1—2 см, в основі потовщена, щільна, пізніше заповнена нещільною масою. Поверхня біла або білувата, волокниста, вище кільця вкрита жовтими прозорими краплинами, які при підсиханні утворюють сірувато-бурі плями.
Залишки покривал: Піхва відсутня, кільце шмрокое, щільне, як і верхня частина ніжки, зверху покрите краплинами або плямисте.
Споровий відбиток білий.
Мікроскопічні ознаки:
Спори кулясті або округло-еліпсоїдні, 4,5—6 × 5 мкм, гладенькі, безбарвні.
Базидії чотириспорові, булавоподібні, розмірами 30—36 × 7—9 мкм.
Трама пластинок неправильного типу, складається з гіф діаметром 3-7 мкм.

## Екологія та розповсюдження
Росте у хвойних (найчастіше соснових) та вологих мішаних і листяних лісах, на багатому ґрунті, серед мохів або листового опаду, групами. Зустрічається місцями, рідко. Поширена в Європі в багатьох країнах (від Британських островів до європейської частини Росії (Московська та Ленінградська області) і від Італії до Данії), також в Північній Америці.
На території України поширена в багатьох регіонах, відома в Карпатських лісах (Львівська, Івано-Франківська області), Західному Лісостепу (Тернопільська область), Правобережному Поліссі (Житомирська область, Київська область), Правобережному Лісостепу (Миколаївська область), Лівобережному Поліссі (Київська, Чернігівська області), Лівобережному Лісостепу (Полтавська область), також в насадженнях та лісових острівках Степової зони (Дніпропетровська, Херсонська області).
Сезон: липень — жовтень.

## Схожі види
- Limacella glioderma менших розмірів, більш слизова, з червоно-бурою шапкою, що з віком вицвітає до сірувато-жовтого кольору. Вважається маловідомим їстівним грибом.

Лімацелла крапчаста може бути схожа на деякі мухомори, але її легко відрізнити завдяки відсутності піхви та слизовій шапці.